# Тропска монсунска клима
Монсунска клима или Am климат, је по Кепену један од типова тропске климе. Његова главна одредница је средња годишња температура од 23 °C и период са монсунима, са количином падавина од 1.000 mm (у Азији). Релативна влажност ваздуха је преко 70%, а облачност износи 6/10 до 9/10.

## Простирање климатског типа
климат обухвата приморски појас југоисточне Азије, делове Амазоније, ушће Ганга и Брамапутре, као и североисток Аустралије.
То су следеће државе:
- Бразил
- Колумбија
- Венецуела
- Француска Гијана
- Суринам
- ДР Конго
- Индија
- Бангладеш
- Вијетнам
- Мјанмар
- Аустралија
- Источни Тимор

## Представници климе и његове особености
Типични представници климе су градови Бомбај, Индија и Акијаб, Мјанмар.
Најтипичније за области у Азији је смена летњих и зимских монсуна, док је велика влажност ваздуха и велика облачност карактеристична за делове *Амазоније.